# Larry Haines
Larry Haines (Mount Vernon, 3 de agosto de 1918 - Delray Beach, 17 de julho de 2008) foi um ator estadunidense. Seu personagem mais conhecido era Stu Bergman de Search for Tomorrow. Ele recebeu o prêmio Emmy Daytime em 1976 e 1981.
Haines também teve papeis de destaque na Broadway. Ele recebeu duas indicações ao Tony Award: por Generation, uma peça de 1965 estrelada por Henry Fonda; e em 1968 para Promises, Promises, uma versão musical do filme The Apartment.

## Cinema
Haines apareceu no papel de Speed na versão cinematográfica de Um Estranho Casal (1968). Ele também apareceu nos filmes Esquadrão Implacável (1973) e Uma Família em Pé de Guerra (1984).

### Papéis no cinema
| Ano  | Título                      | Papel           | Nota(s) |
| ---- | --------------------------- | --------------- | ------- |
| 1968 | Um Estranho Casal           | Speed           |         |
| 1973 | Esquadrão Implacável        | Max Kalish      |         |
| 1984 | Uma Família em Pé de Guerra | Motociclista #1 |         |